# محمد رزق
محمد رزق (عربی: محمد رزق؛ زادهٔ ۲۵ ژانویهٔ ۱۹۸۸) بازیکن فوتبال اهل مصر است.
از باشگاه‌هایی که در آن بازی کرده‌است می‌توان به باشگاه ورزشی الاهلی مصر و باشگاه فوتبال مقاولون عرب اشاره کرد.
وی همچنین در تیم ملی فوتبال مصر بازی کرده‌است.